# Сърпоклюно колибри
Сърпоклюното колибри (Eutoxeres aquila) е вид птица от семейство Колиброви (Trochilidae).

## Разпространение и местообитание
Разпространен е в Еквадор, Колумбия, Коста Рика, Панама и Перу.